# Les Sept Mercenaires (série télévisée)
Cet article concerne la série télévisée de Steve Beers. Pour le film de John Sturges, voir Les Sept Mercenaires.
Les Sept Mercenaires (The Magnificent Seven) est une série télévisée américaine en un épisode pilote de 90 minutes et 21 épisodes de 42 minutes, créée par Steve Beers et dont 19 épisodes ont été diffusés entre le 3 janvier 1998 et le 3 juillet 2000 sur CBS.
En France, la série a été diffusée à partir du 4 septembre 1999 sur TPS Cinéculte, puis sur France 3 en milieu d'après-midi.

## Synopsis
Aux États-Unis, alors que la guerre de Sécession vient de prendre fin, un régiment de confédérés (États du Sud qui se rebellent quand Abraham Lincoln s'oppose à l'esclavage) sème encore la terreur. Un village d'Indiens est pris à partie et pillé régulièrement par ce régiment. Les villageois font alors appel à sept mercenaires pour les défendre. La lutte entre ce régiment et les mercenaires va alors faire rage.

## Distribution
- Eric Close (VF : Maurice Decoster) : Vin Tanner
- Anthony Starke (VF : Jean-François Vlérick) : Ezra Standish
- Michael Biehn (VF : José Luccioni) : Chris Larabee
- Rick Worthy (VF : Jean-Louis Faure) : Nathan Jackson
- Ron Perlman (VF : Marc Alfos) : Josiah Sanchez
- Andrew Kavovit (VF : Vincent Ropion) : John « J.D. » Dunne
- Dale Midkiff (VF : Michel Vigné) : Buck Wilmington
- Robert Vaughn : Oren Travis
- Laurie Holden : Mary Travis
- Dana Barron : Casey Wells
- Michelle Phillips : Maud Standish
- Kurtwood Smith : Colonel sudiste Emmett Riley Anderson

## Épisodes

### Première saison (1998)
1. La Nouvelle Équipe (Pilot) (90 minutes)
2. Le Juge (One Day Out West)
3. Les Professionnelles (Working Girls)
4. Mèche courte (Safecracker)
5. Le Témoin (Witness)
6. Retour vers le passé (Nemesis)
7. Le Collectionneur (The Collector)
8. Chasse à l'homme (Manhunt)
9. Les Travaux forcés (Inmate 78)

### Deuxième saison (1999-2000)
1. La Loi de l'Ouest (The New Law)
2. Accusé à tort (Sins of the Past)
3. Amour et Honneur (Love and Honor)
4. Vendetta (Vendetta)
5. Au bout du voyage [1/2] (Wagon Train [1/2])
6. Au bout du voyage [2/2] (Wagon Train [2/2])
7. Accusé volontaire (The Trial)
8. Enfer à Chinatown (Chinatown)
9. Achille (Achilles)
10. Démons intérieurs (Penance)
11. Vengeance de femmes (Lady Killers) (avec Reiner Schöne)
12. Tentations (Serpents)
13. Obsessions (Obsession)

## Commentaires
Dérivée du film de 1961 Les Sept Mercenaires qui, dans les années 1960-70, donnera lieu à plusieurs suites, la série fut diffusée à la mi-saison 1998 par CBS. Annulée au bout d'une courte saison de 9 épisodes, la série revient sous la pression d'une campagne très active des fans. De retour en janvier 1999 pour 13 épisodes, la série n'ira une nouvelle fois pas au bout et s'arrêtera faute d'audience. Pour remercier les fans, la chaîne éditera les épisodes inédits en DVD.
L'atout majeur de cette série, outre son budget confortable nécessaire à la reconstitution de l'Ouest américain, réside dans un casting de qualité : Michael Biehn (Terminator, Planète Terreur), Ron Perlman (Alien, la résurrection, Hellboy), Eric Close (FBI : Portés disparus) et Laurie Holden (X-Files, The Walking Dead). Au niveau des acteurs invités, outre la présence du vétéran Robert Vaughn (qui jouait dans le film original Les Sept Mercenaires en 1960 ), on notera les participations de Kurtwood Smith (Le Cercle des poètes disparus) dans l'épisode pilote, de Brad Dourif, de Jerry Hardin (qui comme Laurie Holden jouait un informateur de l'agent Fox Mulder dans la série X-Files) ou encore de Kathryn Morris (Cold Case : Affaires classées) dans un double épisode de la saison 2.

## DVD (France)
- L'intégrale de la saison 1 est sortie en coffret 3 DVD le 2 juillet 2008 chez l'éditeur MGM / United Artists. L'audio est en allemand, anglais et français en dolby surround. Les sous-titres présents sont en allemand, français, anglais, hindi, néerlandais, turc et arabe. Pas de bonus présents. Le ratio image est en 1.33.1 plein écran. Les copies sont remastérisées.
- L'intégrale de la saison 2 est aussi sortie le même jour dans un coffret 4 DVD. Les caractéristiques techniques sont les mêmes.